# FIBA Asie
La FIBA Asie est une confédération des associations nationales de basket-ball. C'est une délégation géographique de la Fédération internationale de basket-ball amateur pour tout le continent asiatique.

## Fédérations

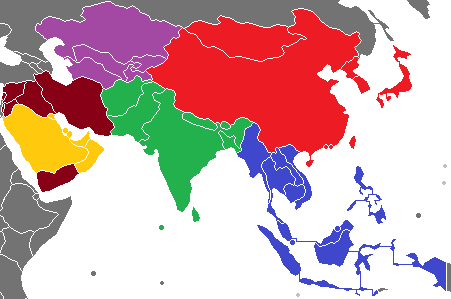
Carte des zones de la FIBA Asie

La FIBA Asie est elle même décomposée en 6 zones pour des raisons de fonctionnement, chacune ayant à leur tête un président et un secrétaire général choisis par les pays en question :
- Asie de l'Est : Birmanie, Chine, Corée du Nord, Corée du Sud, Hong Kong, Japon, Macao, Mongolie, Taïwan
- Asie du Sud-Est : Brunei, Cambodge, Indonésie, Laos, Malaisie, Philippines, Singapour, Thaïlande, Viet Nam
- Asie du Sud : Afghanistan, Bangladesh, Bhoutan, Inde, Maldives, Népal, Pakistan, Sri Lanka
- Asie de l'Ouest : Irak, Iran, Jordanie, Liban, Palestine, Syrie, Yémen
- Golfe : Arabie saoudite, Bahreïn, Koweït, Émirats arabes unis, Oman, Qatar
- Asie Centrale : Kazakhstan, Kirghizistan, Ouzbékistan, Tadjikistan, Turkménistan

## Compétitions
- Coupe d'Asie des champions
- Championnat d'Asie des nations